# Tämjning
Tämjning är påverkan av ett individuellt djurs beteende, så att det följer mänskliga hierarkier. Ska skiljas från domesticering. I allmänhet är flockdjur, som hundar och hästar, lättare att tämja än djur som lever individuellt såsom katter. Tämjning kan följas av dressyr.